# Jean-Marie de La Mennais
Jean-Marie de La Mennais (Saint-Malo, 8 de setembre de 1780 - Ploërmel, 26 de desembre de 1860) fou un sacerdot catòlic francès fundador el 1819 dels Germans de la Instrucció Cristiana de Ploërmel, també coneguts com a menesians.

## Germans de la Instrucció Cristiana
La congregació, creada amb el propòsit de formar professors catòlics i obrir escoles, fou fundada a Ploërmel amb la col·laboració de Gabriel Deshayes, capellà d'Auray. Fou aprovada el 1822 i dissolta el 1903 com a conseqüència d'una disposició legislativa precursora de la Llei de separació de l'Església i l'Estat de 1905.
Està present a 25 països i té 1.020 membres, 320 d'ells a França.

## Causa de beatificació i canonització
El Papa Pau VI el va proclamar Venerable el 1966 i la seva causa de canonització continua.